# ザッツ・ミー
「ザッツ・ミー」（原題：That's Me）は、スウェーデンの音楽グループ、ABBAが1977年に日本でリリースしたシングル。作詞及び作曲は、ベニー・アンダーソン（Benny Andersson）とスティッグ・アンダーソン（Stig Anderson）とビョルン・ウルヴァース（Björn Ulvaeus）。

## 概要
1977年、日本のみでA面リリースされた。ほとんどの国ではダンシング・クイーンのB面曲としてリリースされた。ABBAのメンバーのアグネッタ・フォルツコグはこの曲が大好きなようで、自身のソロベストアルバムは本曲と同名であり、本曲も収録されている。

## カバー
- 岩崎宏美 - Live at 郵便貯金ホール1977/10/22〜23